# Liste der Naturdenkmale im Amt Bergen auf Rügen
Die Liste der Naturdenkmale im Amt Bergen auf Rügen nennt die Naturdenkmale im Amt Bergen auf Rügen im Landkreis Vorpommern-Rügen in Mecklenburg-Vorpommern.

## Bergen auf Rügen
| Bild                          | Nr. | Bezeichnung   | Standort                                                   | Beschreibung | Schutzzweck | Verordnung |
| ----------------------------- | --- | ------------- | ---------------------------------------------------------- | ------------ | ----------- | ---------- |
| BW                            |     | Stieleiche    | Bahnhofstraße 64 (54° 25′ 3″ N, 13° 25′ 43,2″ O)           |              |             |            |
| BW                            |     | Eiche         | Bahnhofstraße/Calandstraße (54° 25′ 7″ N, 13° 25′ 38,6″ O) |              |             |            |
| BW                            |     | Eibe          | Bahnhofstraße 18 (54° 25′ 10″ N, 13° 25′ 31,3″ O)          |              |             |            |
| BW                            |     | Stechpalme    | Bahnhofstraße 37 (54° 25′ 15,2″ N, 13° 25′ 16,6″ O)        |              |             |            |
| BW                            |     | Stechpalme    | Billrothstraße 6B (54° 24′ 52,2″ N, 13° 26′ 0,5″ O)        |              |             |            |
| BW                            |     | Schwarzpappel | Grüner Berg 10A (54° 24′ 51,7″ N, 13° 25′ 17,5″ O)         |              |             |            |
| mehr Fotos \| Fotos hochladen |     | Stein         | Markt (54° 25′ 4,4″ N, 13° 25′ 54,7″ O)                    |              |             |            |
| BW                            |     | Ulme          | Raddastraße 33a (54° 25′ 8,8″ N, 13° 25′ 57″ O)            |              |             |            |
| BW                            |     | Eiche         | Rugardweg/Rugardstraße (54° 25′ 19,2″ N, 13° 26′ 36,4″ O)  |              |             |            |
| BW                            |     | Eibe          | Zittvitz Grüner Weg (54° 25′ 37″ N, 13° 28′ 15,7″ O)       |              |             |            |

## Buschvitz
In diesem Ort sind keine Naturdenkmale bekannt.

## Garz/Rügen
| Bild | Nr.         | Bezeichnung                      | Standort                                                    | Beschreibung                                                                        | Schutzzweck | Verordnung                                                         |
| ---- | ----------- | -------------------------------- | ----------------------------------------------------------- | ----------------------------------------------------------------------------------- | ----------- | ------------------------------------------------------------------ |
| BW   |             | Platane                          | Karnitz Am Jagdschloss 2 (54° 21′ 12,7″ N, 13° 22′ 12,9″ O) |                                                                                     |             |                                                                    |
| BW   |             | Platane                          | Kniepow (54° 20′ 46,9″ N, 13° 20′ 56,7″ O)                  |                                                                                     |             |                                                                    |
| BW   |             | Platane                          | Poppelvitz (54° 14′ 58,5″ N, 13° 22′ 5,3″ O)                |                                                                                     |             |                                                                    |
| BW   |             | Stein                            | Grabow (54° 14′ 30,9″ N, 13° 25′ 25,7″ O)                   |                                                                                     |             |                                                                    |
| BW   | fnd_vr_031a | Boddenrand-Flachmoor Zittvitz    | (54° 25′ 27,8″ N, 13° 28′ 30,7″ O)                          | Fläche 2 ha. Erste Festsetzung 1986, wertvolles Biotop, wertvolle Pflanzenart(en)   |             | Beschluss des Rates des Kreises Rügen Nr. 191/21-88 vom 06.10.1988 |
| BW   | fnd_vr_031b | Boddenrand-Flachmoor Zittvitz    | (54° 25′ 20,6″ N, 13° 28′ 27,1″ O)                          | Erste Festsetzung 1986, wertvolles Biotop, wertvolle Pflanzenart(en)                |             | Beschluss des Rates des Kreises Rügen Nr. 191/21-88 vom 06.10.1988 |
| BW   | fnd_vr_042a | Wiesenknöterich-Riedwiese Tilzow | (54° 23′ 42″ N, 13° 25′ 32,2″ O)                            | Fläche 0,5 ha. Erste Festsetzung 1988, wertvolles Biotop, wertvolle Pflanzenart(en) |             | Beschluss des Rates des Kreises Rügen Nr. 191/21-88 vom 06.10.1988 |
| BW   | fnd_vr_042b | Wiesenknöterich-Riedwiese Tilzow | (54° 23′ 42″ N, 13° 25′ 38,6″ O)                            | Erste Festsetzung 1988, wertvolles Biotop, wertvolle Pflanzenart(en)                |             | Beschluss des Rates des Kreises Rügen Nr. 191/21-88 vom 06.10.1988 |

## Gustow
| Bild | Nr. | Bezeichnung | Standort                                    | Beschreibung | Schutzzweck | Verordnung |
| ---- | --- | ----------- | ------------------------------------------- | ------------ | ----------- | ---------- |
| BW   |     | Linde       | Nesebanz (54° 18′ 40,1″ N, 13° 11′ 40,8″ O) |              |             |            |
| BW   |     | Linde       | Prosnitz (54° 17′ 13,3″ N, 13° 13′ 4,7″ O)  |              |             |            |
| BW   |     | Winterlinde | Saalkow (54° 19′ 33,8″ N, 13° 12′ 31,9″ O)  |              |             |            |

## Lietzow
| Bild            | Nr.        | Bezeichnung                  | Standort                                             | Beschreibung                                                                                             | Schutzzweck | Verordnung                                                         |
| --------------- | ---------- | ---------------------------- | ---------------------------------------------------- | --- | ----------- | ------------------------------------------------------------------ |
| Fotos hochladen |            | Schwarzpappel                | Borchtitz (54° 30′ 23,3″ N, 13° 31′ 0,8″ O)          | |             |                                                                    |
| BW              |            | Eibe                         | Borchtitz Südstraße (54° 30′ 8,2″ N, 13° 32′ 1,7″ O) | |             |                                                                    |
| Fotos hochladen |            | Krüppelbuchen (8)            | Semper (54° 29′ 31,4″ N, 13° 30′ 27,2″ O)            | aka Hexenwald                                                                                            |             |                                                                    |
| BW              |            | Kiefer                       | Semper (54° 29′ 24,8″ N, 13° 31′ 7,6″ O)             | |             |                                                                    |
| BW              | fnd_vr_032 | Flachmoor-Feuchtwiese Saiser | (54° 29′ 8,9″ N, 13° 31′ 34″ O)                      | Fläche 3 ha. Erste Festsetzung 1986, wertvolles Biotop, wertvolle Pflanzenart(en), wertvolle Tierart(en) |             | Beschluss des Rates des Kreises Rügen Nr. 191/21-88 vom 06.10.1988 |

## Parchtitz
| Bild | Nr. | Bezeichnung | Standort                                      | Beschreibung | Schutzzweck | Verordnung |
| ---- | --- | ----------- | --------------------------------------------- | ------------ | ----------- | ---------- |
| BW   |     | Rotbuche    | (54° 25′ 12″ N, 13° 20′ 25,1″ O)              |              |             |            |
| BW   |     | Stieleiche  | Volkshagen (54° 26′ 19,7″ N, 13° 18′ 57,6″ O) |              |             |            |
| BW   |     | Trauerweide | Boldevitz (54° 25′ 58″ N, 13° 19′ 48,9″ O)    |              |             |            |

## Patzig
| Bild | Nr. | Bezeichnung | Standort                                           | Beschreibung | Schutzzweck | Verordnung |
| ---- | --- | ----------- | -------------------------------------------------- | ------------ | ----------- | ---------- |
| BW   |     | Ulme        | Patzig Dorfstraße (54° 27′ 50,4″ N, 13° 23′ 40″ O) |              |             |            |

## Poseritz
| Bild | Nr. | Bezeichnung | Standort                                     | Beschreibung | Schutzzweck | Verordnung |
| ---- | --- | ----------- | -------------------------------------------- | ------------ | ----------- | ---------- |
| BW   |     | Esche       | Neparmitz (54° 17′ 12,7″ N, 13° 18′ 44,1″ O) |              |             |            |
| BW   |     | Platane     | Neparmitz (54° 17′ 12,9″ N, 13° 18′ 47,1″ O) |              |             |            |
| BW   |     | Stechpalme  | Neparmitz (54° 17′ 14,5″ N, 13° 18′ 45,4″ O) |              |             |            |
| BW   |     | Eiben (4)   | Swantow (54° 17′ 18,4″ N, 13° 19′ 34,1″ O)   |              |             |            |
| BW   |     | Stieleiche  | (54° 17′ 33,5″ N, 13° 20′ 35,4″ O)           |              |             |            |

## Ralswiek
| Bild | Nr.         | Bezeichnung                                          | Standort                                                    | Beschreibung                                                         | Schutzzweck | Verordnung                                                         |
| ---- | ----------- | ---------------------------------------------------- | ----------------------------------------------------------- | -------------------------------------------------------------------- | ----------- | ------------------------------------------------------------------ |
| BW   |             | Schwarzpappel                                        | Ralswiek Unter den Linden (54° 28′ 8,3″ N, 13° 26′ 55,8″ O) |                                                                      |             |                                                                    |
| BW   |             | Schwarzpappeln (3)                                   | Ralswiek Unter den Linden (54° 28′ 5,9″ N, 13° 26′ 56,6″ O) |                                                                      |             |                                                                    |
| BW   | fnd_vr_024a | Orchideenreiches Hochufer am Großen Jasmunder Bodden | (54° 28′ 49,1″ N, 13° 28′ 3″ O)                             | Erste Festsetzung 1981, wertvolles Biotop, wertvolle Pflanzenart(en) |             | Beschluss des Rates des Kreises Rügen Nr. 204-32/86 vom 16.10.1986 |
| BW   | fnd_vr_024b | Orchideenreiches Hochufer am Großen Jasmunder Bodden | (54° 28′ 55,2″ N, 13° 28′ 32,2″ O)                          | Erste Festsetzung 1981, wertvolles Biotop, wertvolle Pflanzenart(en) |             | Beschluss des Rates des Kreises Rügen Nr. 204-32/86 vom 16.10.1986 |
| BW   | fnd_vr_024c | Orchideenreiches Hochufer am Großen Jasmunder Bodden | (54° 28′ 37,9″ N, 13° 27′ 34,6″ O)                          | Erste Festsetzung 1981, wertvolles Biotop, wertvolle Pflanzenart(en) |             | Beschluss des Rates des Kreises Rügen Nr. 204-32/86 vom 16.10.1986 |
| BW   | fnd_vr_024d | Orchideenreiches Hochufer am Großen Jasmunder Bodden | (54° 28′ 42,2″ N, 13° 27′ 44,6″ O)                          | Erste Festsetzung 1981, wertvolles Biotop, wertvolle Pflanzenart(en) |             | Beschluss des Rates des Kreises Rügen Nr. 204-32/86 vom 16.10.1986 |
| BW   | fnd_vr_036  | Nashornkäfer-Vorkommen Jarnitz                       | (54° 27′ 41″ N, 13° 26′ 21,8″ O)                            | Fläche 0,2 ha. Erste Festsetzung 1986, wertvolle Tierart(en)         |             | Beschluss des Rates des Kreises Rügen Nr. 191/21-88 vom 06.10.1988 |
| BW   | fnd_vr_039  | Wiesenknöterich-Riedwiese Ralswiek                   | (54° 28′ 1,6″ N, 13° 26′ 53,2″ O)                           | Fläche 0,2 ha. Erste Festsetzung 1986, wertvolles Biotop             |             | Beschluss des Rates des Kreises Rügen Nr. 191/21-88 vom 06.10.1988 |

## Rappin
| Bild | Nr. | Bezeichnung | Standort                                 | Beschreibung | Schutzzweck | Verordnung |
| ---- | --- | ----------- | ---------------------------------------- | ------------ | ----------- | ---------- |
| BW   |     | Rotbuche    | Helle (54° 30′ 23,3″ N, 13° 21′ 40,3″ O) |              |             |            |

## Sehlen
| Bild | Nr. | Bezeichnung  | Standort                                            | Beschreibung | Schutzzweck | Verordnung |
| ---- | --- | ------------ | --------------------------------------------------- | ------------ | ----------- | ---------- |
| BW   |     | Rosskastanie | Klein Kubbelkow B96 (54° 24′ 7″ N, 13° 23′ 30,8″ O) |              |             |            |